# Mood Records
Mood Records war ein deutsches unabhängiges Musiklabel, das überwiegend Jazzproduktionen verlegte. Es entstand 1977 aus dem Umfeld des United Jazz and Rock Ensemble (UJRE) und hatte seinen Sitz in Stuttgart, zwischenzeitlich auch in Heidelberg.

## Vorgeschichte
Die Gründung des Labels geht auf die Fernsehsendung „Elf 1/2“ zurück, die in den 1970er-Jahren vom Südfunk in Stuttgart (SDR) sonntags ausgestrahlt wurde und von Werner Schretzmeier als Redakteur betreut wurde. Um die Jugendsendung musikalisch abzurunden, wurde das Elfeinhalb Ensemble gegründet, das ausschließlich in dieser Sendung auftrat. Schretzmeier war zu dieser Zeit auch Teil des Kabarettensembles „Die Widerständler“ und seit 1968 Betreiber des Jazzclubs Manufaktur im schwäbischen Schorndorf. 1976 begleitete das Ensemble schließlich die legendäre Familienserie „Goldener Sonntag“ (u. a. mit Ingeburg Kanstein und Hanns Dieter Hüsch), die deutschlandweit in der ARD ausgestrahlt wurde. Nach deren Ende beschloss man ein Abschiedskonzert zu veranstalten, das in der Sängerhalle in Untertürkheim stattfand.

## Geschichte
Schretzmeier und Dauner beschlossen auf eigene Faust ein Album des Ensembles zu produzieren. Um die Unabhängigkeit von der Industrie zu dokumentieren, wurde für das Label der Name Roots Records gefunden. Nach dem Veto eines österreichischen Labels gleichen Namens einigte man sich schließlich auf Mood Records.
Als Gründer ist neben Schretzmeier, Volker Kriegel, Wolfgang Dauner, Albert Mangelsdorff und Ack van Rooyen auch das Tonstudio Zuckerfabrik zu nennen. Das Label mit dem Untertitel „Produktion der Musiker“ galt von Anfang an als Alternative zum üblichen Umgang mit Musikern in der Musikindustrie. „Wir haben uns ein bißchen an der Arbeitsweise des Verlags der Autoren orientiert“, sagte Dauner 1977 in einem Interview mit dem Nachrichtenmagazin Der Spiegel. Das Ziel war eine gerechtere Bezahlung der Beteiligten, insbesondere der Musiker. Um Kosten zu sparen, wollte man auf den üblichen Produktions- und Vertriebsweg verzichten. So fand man ähnlich organisierte Betriebe, die mit dem Label praktisch die ganzen Jahre seiner Existenz zusammenarbeiteten. Für die Fertigung der Schallplatten konnte man die Schallplattenfabrik des Familienbetriebs Pallas in Diepholz gewinnen, die später als P+O Pallas auch die Compact Discs des Labels herstellten. Für das Audio- und Vinyl-Mastering war das Tonstudio Bauer in Ludwigsburg verantwortlich, und den Vertrieb übernahm exklusiv der Versandhändler Zweitausendeins (damals gerne auch als „die politisch linke Seite des Kapitalismus“ betrachtet) aus Frankfurt, der die Schallplatten für einen Preis von 15,90 DM anbot. Dieser betrieb zwar nur 12 Läden in Deutschland, erreichte jedoch mit seinem Katalog Merkheft etwa 1,2 Millionen Kunden.
Durch Eigeninitiative und die Tatsache, dass Dauner und Schretzmeier die ersten 10 Jahren als ehrenamtliche Geschäftsführer arbeiteten, konnte das Ziel, an die Musiker etwa ein Viertel des Gewinns auszuschütten, realisiert werden.
Aber auch politisch verstand sich Mood Records als „oppositionelles Label“. So wurden Handzettel gegen die Pershing-Stationierung verteilt oder „Lieder für Instandbesetzer“ produziert.
Mit dem Verkauf von Zweitausendeins an einen Investor im Jahr 2006 war das Ende des Labels unvermeidlich. 2010 schied Dauner als Geschäftsführer aus und am 9. Mai 2016 wurde das Label endgültig aus dem Handelsregister gelöscht.

## Fertigung und Vertrieb
Gefertigt wurden sämtliche Tonträger von der Schallplattenfabrik Pallas, bzw. P+O Pallas in Diepholz. Für das Mastering von Audio und Vinyl war zum großen Teil das Tonstudio Bauer in Ludwigsburg verantwortlich. Bis in die frühern 1980er-Jahre wurden einige Vinylumschnitte auch in Frankfurt von der Firma SST Brüggemann GmbH durchgeführt.
Als bewusst von der Musikindustrie unabhängig gegründet, fanden die Labelgründer in dem alternativen Versandhändler Zweitausendeins einen idealen Partner, der das Label exklusiv über sein Merkheft vermarktete. Darüber hinaus verfügte Zweitausendeins auch über Ladengeschäfte in verschiedenen Großstädten wie München, Frankfurt am Main, Freiburg oder Berlin.
Nach dem Ende des Labels durch den Verkauf von Zweitausendeins im Jahr 2006, erschienen 2010 als letztes Lebenszeichen in der Serie 2:1 Edition im Musikvertrieb des Hifi-Unternehmens in-akustik eine Handvoll Doppel-CDs, die je zwei Alben eines Musikers aus dem Mood-Katalog enthielten. Die Alben wurden bei Pauler Acoustics von Hans-Jörg Mauksch digital restauriert und remastert.
In den folgenden Jahren tauchten immer wieder Tonträger mit dem ursprünglichen Vertriebshinweis von Zweitausendeins auf, die jedoch mit Stickern „Im in-akustik-Vertrieb“ überklebt waren, was den Schluss zulässt, dass in-akustik die Restbestände des Labels übernommen hatte.
Über die Pallas Group und ihr internes Label Deutsche Austrophon (da-music), das eine Niederlassung in den USA betrieb, wurden einige Titel auch auf dem amerikanischen Markt angeboten. Hierzu wurden die in Deutschland gefertigten CDs genutzt und lediglich die Vertriebsinformationen mit dem da-music-Schriftzug und deren amerikanischen Adresse versehen.
Einige frühe Mood Records Aufnahmen wurden in den USA von dem Label Arista veröffentlicht. Hierbei handelte es sich aber vermutlich um Lizenzpressungen.

## Musiker und Produktionen
Die erste Veröffentlichung auf dem Label war im September 1977 das Album Live im Schützenhaus des United Jazz and Rock Ensembles. Mit zehn weiteren Alben und diversen Zusammenstellungen bildete die Band sowohl das musikalische als auch das kommerzielle Rückgrat das Labels. Die stilbildende Fusion aus Rock und Jazz wurde durch politische und kabarettistische Veröffentlichungen ergänzt. So fanden Alben der Biermösl Blosn, deren „Schwester-Band“ die Wellküren oder von Maria Peschek ebenso Platz im Katalog des Labels, wie die der Mitglieder des United Jazz and Rock Ensembles, allen voran Albert Mangelsdorff, Volker Kriegel oder Ack van Rooyen und natürlich Wolfgang Dauner.
Daneben gab es aber auch Platz für Grenzgänger wie das Klassik orientierte Modern String Quartet oder die zwischen Pop und Jazz agierende Anne Haigis. Bereits 1978 bekam der ehemalige Dauner-Bassist Jürgen Karg die Möglichkeit geboten, sein bis heute einziges Album „Elektronische Mythen“ zu veröffentlichen. Und auch das Gitarrenduo Kolbe Illenberger fand 1978 bei Mood Records ein neues Zuhause und veröffentlichte dort fünf Alben. 1981 erschien das zweite Studioalbum "Café Passé" der Erste Allgemeine Verunsicherung.
Die letzte Veröffentlichung auf dem Label war 2006 „Forever“ der Wellküren.